# Prins Edvard, hertig av Kent och Strathearn
Prins Edward, hertig av Kent och Strathearn, född 2 november 1767 på Buckingham Palace i London, död 23 januari 1820 i Sidmouth i Devon, var en brittisk prins som är mest känd som far till regerande drottningen Viktoria.

## Biografi
Edvard utnämndes till hertig av Kent och earl av Dublin den 23 april år 1799, var guvernör i Gibraltar 1802, och 1805 till fältmarskalk. 1816 lämnade han plötsligt England och bosatte sig i Bryssel där han levde ett liv i tillbakadragenhet. Edvard hade blivit mycket impopulär i armén genom sitt råa sätt och pedanteri, och i regeringen var han inte heller uppskattad, genom sina närmanden till den liberala oppositionen.
Edward föddes som fjärde son till kung Georg III. Trots många älskarinnor förblev han länge ogift. Prins Edvard hade mellan 1794 och 1818 ett förhållande med kurtisanen Thérèse-Bernardine de Saint-Laurent. 
Tronföljare var hans äldre bror Georg, från 1811 prinsregent och från 1820 kung Georg IV, och då dennes enda barn prinsessa Charlotte Augusta avled i barnsäng 1817 blev tronföljden osäker. Ingen av kung Georg III:s söner hade nämligen några överlevande legitima barn, och de som var ogifta gifte sig därför snabbt.

## Familj
Edward av Kent äktade år 1818 änkefurstinnan av Leiningen, Viktoria av Sachsen-Coburg-Saalfeld, och dottern Viktoria föddes följande år. Hertigen avled dock redan 23 januari 1820 i lunginflammation och begravdes i St. George's Chapel på Windsor Castle, men kvarlevorna flyttades senare. Han dog sex dagar före fadern, Georg III.
Barn:
1. Viktoria av Storbritannien (1819–1901)

## Eftermäle
Den kanadensiska ön och provinsen Prince Edward Island är uppkallad efter honom.